# عربونه
عربونه (به لاتین: Arabbuna) یک روستا در دولت فلسطین است که در استان جنین واقع شده‌است. عربونه ۱٬۷۹۹ نفر جمعیت دارد.